# Ludmila
Ludmila  est un prénom féminin, fêté le 16 septembre.

## Étymologie
Ludmila  vient de deux mots de vieux slave lud- qui signifie « peuple » et -mil qui signifie « aimé » ou « cher ».

## Variantes
Il a pour variante Ludmilla.

## Popularité du prénom
Au début de 2010, près de 900 personnes étaient prénommées Ludmila en France. C'est le 1 480e prénom le plus attribué au siècle dernier dans ce pays, et l'année où il a été attribué le plus est 1996, avec un nombre de 40 naissances.

## Personnes portant ce prénom
- Pour voir tous les articles concernant les personnes portant ce prénom, consulter les pages commençant par Ludmila et Ludmilla.

## Sainte des églises chrétiennes
- Ludmila de Bohême (vers 860-921), duchesse de Bohême, grand-mère de saint Venceslas, martyre.